# Hans-Peter Harstick
Hans-Peter Harstick (* 9. Juli 1937 in Hildesheim) ist ein deutscher Historiker. Er ist emeritierter Professor für Geschichte an der Technischen Universität Braunschweig.

## Leben
Nach dem Abitur 1957 am Gymnasium Josephinum Hildesheim studierte Harstick von 1957 bis 1965 Geschichte, Germanistik, Philosophie und Rechts- und Staatswissenschaften an der Westfälischen Wilhelms-Universität in Münster. Von 1962 bis 1965 war er als Wiss. Mitarbeiter am Lehrstuhl für Osteuropäische Geschichte tätig. Von 1966 bis 1975 war er Abteilungsleiter am Internationalen Institut für Sozialgeschichte (IISG) in Amsterdam. Er wurde 1974 bei Werner Hahlweg an der Philosophischen Fakultät in Münster mit der Dissertation Vergleichende Studien zur Geschichte des Grundeigentums im Nachlass von Karl Marx zum Dr. phil. promoviert, für die er einen Fakultätspreis erhielt. Die Betreuung der Arbeit, mit der quellenkundlich, theoriegeschichtlich und editorisch Neuland betreten wurde, oblag dem Osteuropahistoriker Manfred Hellmann.
1975 wurde er in der Nachfolge Georg Eckerts ordentlicher Professor für Geschichte und Geschichtsdidaktik an der Pädagogischen Hochschule in Niedersachsen und 1978 am Historischen Seminar der Technischen Universität Braunschweig. Seine Hauptarbeitsgebiete sind Neuere Geschichte unter besonderer Berücksichtigung der Sozial- und Verfassungsgeschichte sowie die Marx-Engels-Forschung und -Edition. Harstick engagierte sich mit Unterstützung durch das Internationaal Instituut voor Sociale Geschiedenis (Koninklijke Nederlandse Akademie van Wetenschappen), Amsterdam, im Prozess der deutsch-deutschen Wissenschaftsvereinigung zugunsten einer Weiterführung der überkommenen Marx-Engels-Gesamtausgabe (MEGA) als historisch-kritische Edition ohne jegliche parteipolitische Zielsetzungen.
Von 1990 bis 2012 war er Vorsitzender des wissenschaftlichen Beirates der Internationalen Marx-Engels-Stiftung (IMES) in Amsterdam und gehörte zugleich der Leitungskommission "Marx-Engels-Gesamtausgabe" an, die 1992 nach positiver Evaluierung der MEGA durch den Wissenschaftsrat von der neugegründeten Berlin Brandenburgischen Akademie der Wissenschaften (BBAW) ins Leben gerufen wurde. 1992 bis 2008 übernahm er im Auftrag zunächst der Konferenz der Akademien der Wissenschaften und ab 1994 der BBAW die herausfordernde Aufgabe der Projektleitung des Akademienvorhabens Marx-Engels-Gesamtausgabe (MEGA) und bis 1998 zusätzlich die Arbeitsstellenleitung in den Sitzländern Berlin, Sachsen, Sachsen-Anhalt und Thüringen.
In Braunschweig begleitete Harstick als Kurator das von seinem Vorgänger begründete "Internationale Schulbuchinstitut" bei den langwierigen Bemühungen zur Aufnahme in die Leibniz-Gemeinschaft und leitet bis heute dessen Förderverein. Hans-Peter Harstick ist verheiratet mit Annegret Harstick, geb. Borchard, und hat zwei Kinder.

## Schriften (Auswahl)
- Friedrich Engels. Markverfassung der Urzeit. In: Friedrich Engels 1820-1970. Referate Diskussionen Dokumente. Redaktion: Hans Pelger. Verlag für Literatur und Zeitgeschehen, Hannover 1971, S. 261–290.
- Hrsg.: Karl Marx über Formen vorkapitalistischer Produktion. Vergleichende Studien zur Geschichte des Grundeigentums 1879–80 (= Quellen und Studien zur Sozialgeschichte, Band 1). Campus Verlag, Frankfurt am Main 1977, ISBN 3-593-32136-X.
- Maksim M. Kovalevskij: Obščinnoe zemlevladenie, pričiny, chod i posledstvija ego razloženija. Eingeleitet von Hans-Peter Harstick. Campus-Verlag, Frankfurt/M., New York 1977, ISBN 3-593-32165-3 (Der Gemeindelandbesitz – Ursachen, Verlauf und Folgen seines Zerfalls; Erstveröffentlichung 1879; russisch).
- Arbeiterbewegung und Geschichte. Festschrift für Shlomo Na’aman zum 70. Geburtstag (= Schriften aus dem Karl-Marx-Haus, Nr. 29). Karl-Marx-Haus, Trier 1983.
- Marxistisches Geschichtsbild und nationale Tradition. Zur Gegenwartslage der Geschichtswissenschaft in der DDR. Niedersächsische Landeszentrale für politische Bildung, Hannover 1988.
- Karl Marx Friedrich Engels Gesamtausgabe (MEGA). IV. Abteilung. Exzerpte Notizen Marginalien. Vorauspublikation zu Band 32. Die Bibliotheken von Karl Marx und Friedrich Engels. Annotiertes Verzeichnis des ermittelten Bestandes, Bearb. von Hans-Peter Harstick, Richard Sperl und Hanno Strauß. Unter Mitarbeit von Gerald Hubmann, Larisa Mis'kevič und Ninel' Rumjanceva. Akademie Verlag, Berlin 1999 ISBN 3-05-003440-8
- Der Kameralist Paul Jacob Marperger (1656–1730) über Armenwesen und Armenfürsorge. In: Ursula Becker, Heiner M. Becker, Jaap Kloosterman (Redaktion): Kein Nachruf! Beiträge über und für Götz Langkau. IISG, Amsterdam 2003, S. 44–52.